# Frøken Sofie
Frøken Sofie er en dansk kortfilm fra 2000 med instruktion og manuskript af Signe Søby Bech.

## Handling
Et poetisk portræt af en kvindes skæbne. Filmen beskriver Sofies indre udvikling gennem hendes livsforløb og ind i evigheden.